# Fa 269 (航空機)
フォッケ・アハゲリス Fa 269
フォッケ・アハゲリス Fa 269（模型）
- 用途：垂直離着陸（VTOL）実験機
- 分類：戦闘機
- 設計者：ハインリヒ・フォッケ
- 製造者：フォッケ・アハゲリス

フォッケ・アハゲリス Fa 269（Focke-Achgelis Fa 269）は、第二次世界大戦時のドイツでハインリヒ・フォッケにより設計されたティルトローター 垂直離着陸（VTOL）実験機である。

## 背景

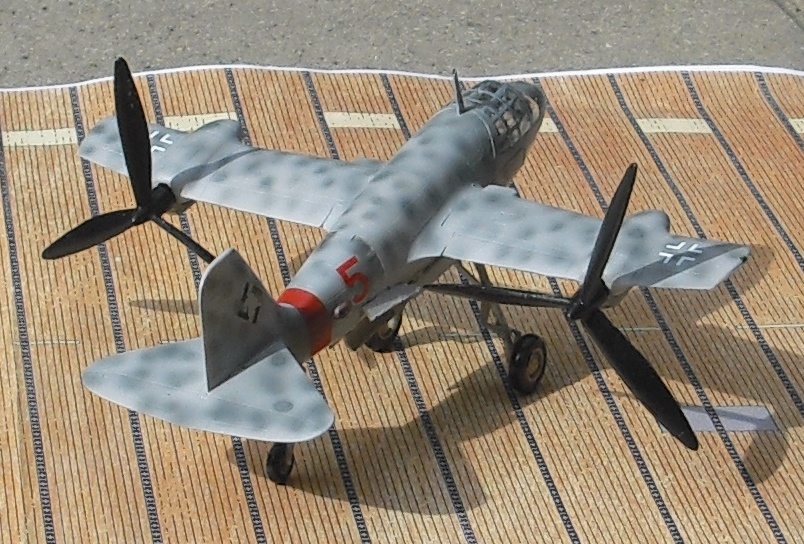
フォッケ・アハゲリス Fa 269（模型）

ナチス・ドイツのティルトローター機「ヘリプレーン」は単座戦闘機として構想され、Fa 269計画は1941年にドイツ航空省からフォッケ・アハゲリス社に出された設計研究発注から生まれた。この発注は郷土防衛戦闘機と呼ばれ、ヘリコプターのVTOL性能と従来の固定翼機の速度／経済性を複合したものであった。
変速機、ドライブシャフト、動力伝達機構の開発作業と共に膨大な量の風洞試験が実施され、実物大モックアップが製作されたが、その大部分は連合国軍の爆撃で破壊された。1944年にフォッケ・アハゲリス社が実用的な試作機は1947年以前には完成しそうにないという予想を出した結果、全ての開発作業は棚上げされた。
1950年代初めにブラジルの中央航空技術研究所（Centro Técnico Aeroespacial：CTA、当時の空軍技術センター）は、ハインリヒ・フォッケを雇用し固定翼垂直離着陸機の「コンヴェルティプラーノ」（"Convertiplano"）の開発契約を結んだ。コンヴェルティプラーノはスーパーマリン スピットファイア Mk 15の胴体と主翼を流用しており、この機体は1機だけアルゼンチンに納入された販売見本であったらしい。英国が元々計画されていたアームストロング・シドレー ダブル・マンバ エンジンの供給を拒否したことで、その代替案としてロッキード コンステレーション用の2200 hpのライト R-3350 エンジンを胴体中央に搭載するように変更された。この搭載エンジンの変更により重量と振動が増大し、変速機を再設計しなければならなくなった。凡そ40名の人員と800万米ドルがコンヴェルティプラーノの開発に投入され、開発中に300回以上の離陸を記録した。

## 特徴
中翼単葉機のFa 269は、コックピット背後の胴体内に内蔵したBMW 801空冷星型エンジンが固定翼の前縁内を貫通するドライブシャフトを駆動し、そのシャフトが左右で同調した変速機を介して左右各々の3枚ブレードのローターを回転させた。機体が離陸する時にローターは回転する延長軸で80°下方に向きをに変えるので推力線は地面に垂直になり、ヘリコプターのローターと同様に機体を上昇させる。
Fa 269は、非常に長い降着装置により駐機中は大仰角をとる姿勢になるように考えられていた。垂直に離陸するためにブレードが地面と平行となるようにローターを下げ、離陸後に通常の飛行状態に遷移するためにローターの延長軸は後方に引き上げられてから推進式のプロペラとして機能した。

## 要目
（Fa 269）Air International, January 1975より
- 乗員：1名
- 全長：8.93 m
- 全幅：10 m
- 全高：3.25 m

- 空虚重量：
- 全備重量：
- 最大離陸重量：
- エンジン：1 * BMW 801 空冷星型エンジン
- 最高速度：570 km/h (354 mph)
- 巡航速度：
- 航続距離：
- 巡航高度：
- 上昇率：

- 武装
  - 2 x 30mm MK 108 機関砲